# Macrodanuria baculiformis
Macrodanuria baculiformis är en bönsyrseart som beskrevs av Sjöstedt 1912. Macrodanuria baculiformis ingår i släktet Macrodanuria och familjen Mantidae. Inga underarter finns listade i Catalogue of Life.